# Lista de templos de A Igreja de Jesus Cristo dos Santos dos Últimos Dias nos Estados Unidos
Na Igreja de Jesus Cristo dos Santos dos Últimos Dias, um templo é um edifício dedicado a ser a Casa do Senhor. Os templos são considerados pelos membros da igreja como as estruturas mais sagradas do planeta.
A Igreja de Jesus Cristo dos Santos dos Últimos Dias possui 382 templos em várias fases, incluindo 204 templos dedicados (195 em funcionamento, 9 em renovação), 7 com dedicação marcada, 48 em construção, 4 com abertura de terra e outros 117 anunciados.

| Lista de Templos por Estado |
| --- |
| |
| Alabama Alasca Arizona Arkansas Califórnia Carolina do Norte Carolina do Sul Colorado Connecticut Dakota do Norte Dakota do Sul Flórida Geórgia Hawai Idaho Illinois Indiana Iowa Kansas Kentucky Luisiana Maryland Massachusetts Michigan Minnesota Missouri Montana Nebraska Nevada Nova Jérsia Nova York Novo México Ohio Oklahoma Óregon Pensilvânia Tennessee Texas Utah Virgínia Washington Wisconsin Wyoming |

## Tabela
| Mapa | Templo            | Templo             | Local                              | Dedicação/Anúncio                                                 | Metros quadrados  |
| --- | ----------------- | ------------------ | ---------------------------------- | ----------------------------------------------------------------- | ----------------- |
| Birmingham HuntsvilleTemplos em Alabama () = Em Funcionamento = Em Construção = Anunciado = Temporariamente Fechado | Alabama           | Alabama            | Alabama                            | Alabama                                                           | Alabama           |
| Birmingham HuntsvilleTemplos em Alabama () = Em Funcionamento = Em Construção = Anunciado = Temporariamente Fechado |                   | Birmingham         | Birmingham, Estados Unidos         | 3 de setembro de 2000                                             | 994               |
| Birmingham HuntsvilleTemplos em Alabama () = Em Funcionamento = Em Construção = Anunciado = Temporariamente Fechado |                   | Huntsville         | Huntsville, Estados Unidos         | 6 de outubro de 2024                                              | não informado     |
| · Anchorage FairbanksTemplos em Alasca () · = Em Funcionamento · = Em Construção · = Anunciado · = Temporariamente Fechado | Alasca            | Alasca             | Alasca                             | Alasca                                                            | Alasca            |
| · Anchorage FairbanksTemplos em Alasca () · = Em Funcionamento · = Em Construção · = Anunciado · = Temporariamente Fechado |                   | Anchorage          | Anchorage, Estados Unidos          | 9 de janeiro de 1999 8 de fevereiro de 2004                       | 1.109             |
| · Anchorage FairbanksTemplos em Alasca () · = Em Funcionamento · = Em Construção · = Anunciado · = Temporariamente Fechado |                   | Fairbanks          | Fairbanks, Estados Unidos          | 2 de outubro de 2022                                              | não informado     |
| Gila Valley Gilbert Flagstaff Mesa Phoenix Queen Creek Snowflake Tucson YumaTemplos em Arizona () = Em Funcionamento = Em Construção = Anunciado = Temporariamente Fechado                                                     | Arizona           | Arizona            | Arizona                            | Arizona                                                           | Arizona           |
| Gila Valley Gilbert Flagstaff Mesa Phoenix Queen Creek Snowflake Tucson YumaTemplos em Arizona () = Em Funcionamento = Em Construção = Anunciado = Temporariamente Fechado                                                     |                   | Gila Valley        | Condado de Graham, Estados Unidos  | 23 de maio de 2010                                                | 1.724             |
| Gila Valley Gilbert Flagstaff Mesa Phoenix Queen Creek Snowflake Tucson YumaTemplos em Arizona () = Em Funcionamento = Em Construção = Anunciado = Temporariamente Fechado                                                     |                   | Gilbert            | Gilbert, Estados Unidos            | 2 de março de 2014                                                | 7.927             |
| Gila Valley Gilbert Flagstaff Mesa Phoenix Queen Creek Snowflake Tucson YumaTemplos em Arizona () = Em Funcionamento = Em Construção = Anunciado = Temporariamente Fechado                                                     |                   | Mesa               | Mesa, Estados Unidos               | 23 de outubro de 1927 15 de abril de 1975 12 de dezembro de 2021  | 6.968             |
| Gila Valley Gilbert Flagstaff Mesa Phoenix Queen Creek Snowflake Tucson YumaTemplos em Arizona () = Em Funcionamento = Em Construção = Anunciado = Temporariamente Fechado                                                     |                   | Phoenix            | Phoenix, Estados Unidos            | 16 de novembro de 2014                                            | 6.027             |
| Gila Valley Gilbert Flagstaff Mesa Phoenix Queen Creek Snowflake Tucson YumaTemplos em Arizona () = Em Funcionamento = Em Construção = Anunciado = Temporariamente Fechado                                                     |                   | Queen Creek        | Queen Creek, Estados Unidos        | 6 de outubro de 2024                                              | não informado     |
| Gila Valley Gilbert Flagstaff Mesa Phoenix Queen Creek Snowflake Tucson YumaTemplos em Arizona () = Em Funcionamento = Em Construção = Anunciado = Temporariamente Fechado                                                     |                   | Snowflake          | Snowflake, Estados Unidos          | 3 de março de 2002                                                | 1.730             |
| Gila Valley Gilbert Flagstaff Mesa Phoenix Queen Creek Snowflake Tucson YumaTemplos em Arizona () = Em Funcionamento = Em Construção = Anunciado = Temporariamente Fechado                                                     |                   | Tucson             | Tucson, Estados Unidos             | 13 de agosto de 2017                                              | 3.550             |
| Gila Valley Gilbert Flagstaff Mesa Phoenix Queen Creek Snowflake Tucson YumaTemplos em Arizona () = Em Funcionamento = Em Construção = Anunciado = Temporariamente Fechado                                                     |                   | Yuma               | Yuma, Estados Unidos               | 7 de abril de 2024                                                | não informado     |
| Gila Valley Gilbert Flagstaff Mesa Phoenix Queen Creek Snowflake Tucson YumaTemplos em Arizona () = Em Funcionamento = Em Construção = Anunciado = Temporariamente Fechado                                                     |                   | Flagstaff          | Flagstaff, Estados Unidos          | 6 de abril de 2025                                                | não informado     |
| BentonvilleTemplos em Arkansas () = Em Funcionamento = Em Construção = Anunciado = Temporariamente Fechado | Arkansas          | Arkansas           | Arkansas                           | Arkansas                                                          | Arkansas          |
| BentonvilleTemplos em Arkansas () = Em Funcionamento = Em Construção = Anunciado = Temporariamente Fechado |                   | Bentonville        | Bentonville, Estados Unidos        | 17 de setembro de 2023                                            | 2.645             |
| Bakersfield Feather River Fresno Modesto Oakland Redlands Sacramento San Diego San Jose Los Angeles Newport Beach Yorba LindaTemplos em Califórnia () = Em Funcionamento = Em Construção = Anunciado = Temporariamente Fechado | Califórnia        | Califórnia         | Califórnia                         | Califórnia                                                        | Califórnia        |
| Bakersfield Feather River Fresno Modesto Oakland Redlands Sacramento San Diego San Jose Los Angeles Newport Beach Yorba LindaTemplos em Califórnia () = Em Funcionamento = Em Construção = Anunciado = Temporariamente Fechado |                   | Bakersfield        | Bakersfield, Estados Unidos        | 2 de abril de 2023                                                | 2.787             |
| Bakersfield Feather River Fresno Modesto Oakland Redlands Sacramento San Diego San Jose Los Angeles Newport Beach Yorba LindaTemplos em Califórnia () = Em Funcionamento = Em Construção = Anunciado = Temporariamente Fechado |                   | Feather River      | Yuba City, Estados Unidos          | 8 de outubro de 2023                                              | 3.871             |
| Bakersfield Feather River Fresno Modesto Oakland Redlands Sacramento San Diego San Jose Los Angeles Newport Beach Yorba LindaTemplos em Califórnia () = Em Funcionamento = Em Construção = Anunciado = Temporariamente Fechado |                   | Fresno             | Fresno, Estados Unidos             | 9 de abril de 2000                                                | 994               |
| Bakersfield Feather River Fresno Modesto Oakland Redlands Sacramento San Diego San Jose Los Angeles Newport Beach Yorba LindaTemplos em Califórnia () = Em Funcionamento = Em Construção = Anunciado = Temporariamente Fechado |                   | Los Angeles        | Los Angeles, Estados Unidos        | 11 de março de 1956                                               | 17.709            |
| Bakersfield Feather River Fresno Modesto Oakland Redlands Sacramento San Diego San Jose Los Angeles Newport Beach Yorba LindaTemplos em Califórnia () = Em Funcionamento = Em Construção = Anunciado = Temporariamente Fechado |                   | Modesto            | Modesto, Estados Unidos            | 3 de abril de 2022                                                | 2.787             |
| Bakersfield Feather River Fresno Modesto Oakland Redlands Sacramento San Diego San Jose Los Angeles Newport Beach Yorba LindaTemplos em Califórnia () = Em Funcionamento = Em Construção = Anunciado = Temporariamente Fechado |                   | Newport Beach      | Newport Beach, Estados Unidos      | 28 de agosto de 2005                                              | 1.654             |
| Bakersfield Feather River Fresno Modesto Oakland Redlands Sacramento San Diego San Jose Los Angeles Newport Beach Yorba LindaTemplos em Califórnia () = Em Funcionamento = Em Construção = Anunciado = Temporariamente Fechado |                   | Oakland            | Oakland, Estados Unidos            | 19 de novembro de 1964 16 de junho de 2019                        | 7.447             |
| Bakersfield Feather River Fresno Modesto Oakland Redlands Sacramento San Diego San Jose Los Angeles Newport Beach Yorba LindaTemplos em Califórnia () = Em Funcionamento = Em Construção = Anunciado = Temporariamente Fechado |                   | Redlands           | Redlands, Estados Unidos           | 14 de setembro de 2003                                            | 1.607             |
| Bakersfield Feather River Fresno Modesto Oakland Redlands Sacramento San Diego San Jose Los Angeles Newport Beach Yorba LindaTemplos em Califórnia () = Em Funcionamento = Em Construção = Anunciado = Temporariamente Fechado |                   | Sacramento         | Rancho Cordova, Estados Unidos     | 3 de setembro de 2006                                             | 1.812             |
| Bakersfield Feather River Fresno Modesto Oakland Redlands Sacramento San Diego San Jose Los Angeles Newport Beach Yorba LindaTemplos em Califórnia () = Em Funcionamento = Em Construção = Anunciado = Temporariamente Fechado |                   | San Diego          | San Diego, Estados Unidos          | 25 de abril de 1993                                               | 6.689             |
| Bakersfield Feather River Fresno Modesto Oakland Redlands Sacramento San Diego San Jose Los Angeles Newport Beach Yorba LindaTemplos em Califórnia () = Em Funcionamento = Em Construção = Anunciado = Temporariamente Fechado |                   | San Jose           | San Jose, Estados Unidos           | 2 de abril de 2023                                                | 2.787             |
| Bakersfield Feather River Fresno Modesto Oakland Redlands Sacramento San Diego San Jose Los Angeles Newport Beach Yorba LindaTemplos em Califórnia () = Em Funcionamento = Em Construção = Anunciado = Temporariamente Fechado |                   | Yorba Linda        | Yorba Linda, Estados Unidos        | 4 de abril de 2021                                                | 2.868             |
| Charlotte RaleighTemplos em Carolina do Norte () = Em Funcionamento = Em Construção = Anunciado = Temporariamente Fechado | Carolina do Norte | Carolina do Norte  | Carolina do Norte                  | Carolina do Norte                                                 | Carolina do Norte |
| Charlotte RaleighTemplos em Carolina do Norte () = Em Funcionamento = Em Construção = Anunciado = Temporariamente Fechado |                   | Charlotte          | Charlotte, Estados Unidos          | 2 de abril de 2023                                                | 2.787             |
| Charlotte RaleighTemplos em Carolina do Norte () = Em Funcionamento = Em Construção = Anunciado = Temporariamente Fechado |                   | Raleigh            | Raleigh, Estados Unidos            | 18 de dezembro de 1999 13 de outubro de 2019                      | 1.195             |
| Colúmbia GreenvilleTemplos em Carolina do Sul () = Em Funcionamento = Em Construção = Anunciado = Temporariamente Fechado | Carolina do Sul   | Carolina do Sul    | Carolina do Sul                    | Carolina do Sul                                                   | Carolina do Sul   |
| Colúmbia GreenvilleTemplos em Carolina do Sul () = Em Funcionamento = Em Construção = Anunciado = Temporariamente Fechado |                   | Colúmbia           | Colúmbia, Estados Unidos           | 16 de outubro de 1999                                             | 994               |
| Colúmbia GreenvilleTemplos em Carolina do Sul () = Em Funcionamento = Em Construção = Anunciado = Temporariamente Fechado |                   | Greenville         | Greenville, Estados Unidos         | 6 de abril de 2025                                                | não informado     |
| Colorado Springs Denver Fort Collins Grand JunctionTemplos em Colorado () = Em Funcionamento = Em Construção = Anunciado = Temporariamente Fechado                                                                             | Colorado          | Colorado           | Colorado                           | Colorado                                                          | Colorado          |
| Colorado Springs Denver Fort Collins Grand JunctionTemplos em Colorado () = Em Funcionamento = Em Construção = Anunciado = Temporariamente Fechado                                                                             |                   | Colorado Springs   | Colorado Springs, Estados Unidos   | 1 de outubro de 2023                                              | não informado     |
| Colorado Springs Denver Fort Collins Grand JunctionTemplos em Colorado () = Em Funcionamento = Em Construção = Anunciado = Temporariamente Fechado                                                                             |                   | Denver             | Denver, Estados Unidos             | 24 de outubro de 1986                                             | 2.705             |
| Colorado Springs Denver Fort Collins Grand JunctionTemplos em Colorado () = Em Funcionamento = Em Construção = Anunciado = Temporariamente Fechado                                                                             |                   | Fort Collins       | Fort Collins, Estados Unidos       | 16 de outubro de 2016                                             | 3.902             |
| Colorado Springs Denver Fort Collins Grand JunctionTemplos em Colorado () = Em Funcionamento = Em Construção = Anunciado = Temporariamente Fechado                                                                             |                   | Grand Junction     | Grand Junction, Estados Unidos     | 19 de outubro de 2025                                             | 2.323             |
| HartfordTemplos em Connecticut () = Em Funcionamento = Em Construção = Anunciado = Temporariamente Fechado | Connecticut       | Connecticut        | Connecticut                        | Connecticut                                                       | Connecticut       |
| HartfordTemplos em Connecticut () = Em Funcionamento = Em Construção = Anunciado = Temporariamente Fechado |                   | Hartford           | Farmington, Estados Unidos         | 20 de novembro de 2016                                            | 2.996             |
| BismarckTemplos em Dakota do Norte () = Em Funcionamento = Em Construção = Anunciado = Temporariamente Fechado | Dakota do Norte   | Dakota do Norte    | Dakota do Norte                    | Dakota do Norte                                                   | Dakota do Norte   |
| BismarckTemplos em Dakota do Norte () = Em Funcionamento = Em Construção = Anunciado = Temporariamente Fechado |                   | Bismarck           | Bismarck, Estados Unidos           | 19 de setembro de 1999                                            | 994               |
| Rapid CityTemplos em Dakota do Sul () = Em Funcionamento = Em Construção = Anunciado = Temporariamente Fechado | Dakota do Sul     | Dakota do Sul      | Dakota do Sul                      | Dakota do Sul                                                     | Dakota do Sul     |
| Rapid CityTemplos em Dakota do Sul () = Em Funcionamento = Em Construção = Anunciado = Temporariamente Fechado |                   | Rapid City         | Rapid City, Estados Unidos         | 6 de abril de 2025                                                | não informado     |
| Orlando Jacksonville Fort Lauderdale Tallahassee TampaTemplos em Flórida () = Em Funcionamento = Em Construção = Anunciado = Temporariamente Fechado                                                                           | Flórida           | Flórida            | Flórida                            | Flórida                                                           | Flórida           |
| Orlando Jacksonville Fort Lauderdale Tallahassee TampaTemplos em Flórida () = Em Funcionamento = Em Construção = Anunciado = Temporariamente Fechado                                                                           |                   | Fort Lauderdale    | Fort Lauderdale, Estados Unidos    | 4 de maio de 2014                                                 | 2.834             |
| Orlando Jacksonville Fort Lauderdale Tallahassee TampaTemplos em Flórida () = Em Funcionamento = Em Construção = Anunciado = Temporariamente Fechado                                                                           |                   | Jacksonville       | Jacksonville, Estados Unidos       | 2 de outubro de 2022                                              | não informado     |
| Orlando Jacksonville Fort Lauderdale Tallahassee TampaTemplos em Flórida () = Em Funcionamento = Em Construção = Anunciado = Temporariamente Fechado                                                                           |                   | Orlando            | Orlando, Estados Unidos            | 9 de outubro de 1994 1 de junho de 2026                           | 6.503             |
| Orlando Jacksonville Fort Lauderdale Tallahassee TampaTemplos em Flórida () = Em Funcionamento = Em Construção = Anunciado = Temporariamente Fechado                                                                           |                   | Tallahassee        | Tallahassee, Estados Unidos        | 8 de dezembro de 2024                                             | 2.694             |
| Orlando Jacksonville Fort Lauderdale Tallahassee TampaTemplos em Flórida () = Em Funcionamento = Em Construção = Anunciado = Temporariamente Fechado                                                                           |                   | Tampa              | Tampa, Estados Unidos              | 3 de abril de 2022                                                | 2.787             |
| AtlantaTemplos em Geórgia () = Em Funcionamento = Em Construção = Anunciado = Temporariamente Fechado | Geórgia           | Geórgia            | Geórgia                            | Geórgia                                                           | Geórgia           |
| AtlantaTemplos em Geórgia () = Em Funcionamento = Em Construção = Anunciado = Temporariamente Fechado |                   | Atlanta            | Atlanta, Estados Unidos            | 1 de junho de 1983 14 de novembro de 1997 1 de maio de 2011       | 3.205             |
| Honolulu Kahului Kona LaieTemplos em Havai () = Em Funcionamento = Em Construção = Anunciado = Temporariamente Fechado | Hawai             | Hawai              | Hawai                              | Hawai                                                             | Hawai             |
| Honolulu Kahului Kona LaieTemplos em Havai () = Em Funcionamento = Em Construção = Anunciado = Temporariamente Fechado |                   | Honolulu           | Honolulu, Hawai                    | 7 de abril de 2024                                                | não informado     |
| Honolulu Kahului Kona LaieTemplos em Havai () = Em Funcionamento = Em Construção = Anunciado = Temporariamente Fechado |                   | Kahului            | Kahului, Maui, Havaí               | 1 de outubro de 2023                                              | não informado     |
| Honolulu Kahului Kona LaieTemplos em Havai () = Em Funcionamento = Em Construção = Anunciado = Temporariamente Fechado |                   | Kona               | Kona, Estados Unidos               | 23 de janeiro de 2000                                             | 994               |
| Honolulu Kahului Kona LaieTemplos em Havai () = Em Funcionamento = Em Construção = Anunciado = Temporariamente Fechado |                   | Laie               | Laie, Estados Unidos               | 27 de novembro de 1919 13 de junho de 1978 21 de outubro de 2010  | 3.911             |
| Idaho Falls Montpelier Pocatello Rexburg Teton River Twin Falls Burley Boise Caldwell Meridian Coeur d'AleneTemplos em Idaho () = Em Funcionamento = Em Construção = Anunciado = Temporariamente Fechado                       | Idaho             | Idaho              | Idaho                              | Idaho                                                             | Idaho             |
| Idaho Falls Montpelier Pocatello Rexburg Teton River Twin Falls Burley Boise Caldwell Meridian Coeur d'AleneTemplos em Idaho () = Em Funcionamento = Em Construção = Anunciado = Temporariamente Fechado                       |                   | Boise              | Boise, Estados Unidos              | 25 de maio de 1984 14 de fevereiro de 1987 18 de novembro de 2012 | 3.332             |
| Idaho Falls Montpelier Pocatello Rexburg Teton River Twin Falls Burley Boise Caldwell Meridian Coeur d'AleneTemplos em Idaho () = Em Funcionamento = Em Construção = Anunciado = Temporariamente Fechado                       |                   | Burley             | Burley, Estados Unidos             | 4 de abril de 2021                                                | 3.586             |
| Idaho Falls Montpelier Pocatello Rexburg Teton River Twin Falls Burley Boise Caldwell Meridian Coeur d'AleneTemplos em Idaho () = Em Funcionamento = Em Construção = Anunciado = Temporariamente Fechado                       |                   | Caldwell           | Caldwell, Estados Unidos           | 6 de abril de 2025                                                | não informado     |
| Idaho Falls Montpelier Pocatello Rexburg Teton River Twin Falls Burley Boise Caldwell Meridian Coeur d'AleneTemplos em Idaho () = Em Funcionamento = Em Construção = Anunciado = Temporariamente Fechado                       |                   | Coeur d'Alene      | Coeur d'Alene, Estados Unidos      | 6 de outubro de 2024                                              | não informado     |
| Idaho Falls Montpelier Pocatello Rexburg Teton River Twin Falls Burley Boise Caldwell Meridian Coeur d'AleneTemplos em Idaho () = Em Funcionamento = Em Construção = Anunciado = Temporariamente Fechado                       |                   | Idaho Falls        | Idaho Falls, Estados Unidos        | 23 de setembro de 1945 4 de junho de 2017                         | 7.955             |
| Idaho Falls Montpelier Pocatello Rexburg Teton River Twin Falls Burley Boise Caldwell Meridian Coeur d'AleneTemplos em Idaho () = Em Funcionamento = Em Construção = Anunciado = Temporariamente Fechado                       |                   | Meridian           | Meridian, Estados Unidos           | 19 de novembro de 2017                                            | 6.255             |
| Idaho Falls Montpelier Pocatello Rexburg Teton River Twin Falls Burley Boise Caldwell Meridian Coeur d'AleneTemplos em Idaho () = Em Funcionamento = Em Construção = Anunciado = Temporariamente Fechado                       |                   | Montpelier         | Montpelier, Estados Unidos         | 3 de abril de 2022                                                | 2.508             |
| Idaho Falls Montpelier Pocatello Rexburg Teton River Twin Falls Burley Boise Caldwell Meridian Coeur d'AleneTemplos em Idaho () = Em Funcionamento = Em Construção = Anunciado = Temporariamente Fechado                       |                   | Pocatello          | Pocatello, Estados Unidos          | 7 de novembro de 2021                                             | 6.608             |
| Idaho Falls Montpelier Pocatello Rexburg Teton River Twin Falls Burley Boise Caldwell Meridian Coeur d'AleneTemplos em Idaho () = Em Funcionamento = Em Construção = Anunciado = Temporariamente Fechado                       |                   | Rexburg            | Rexburg, Estados Unidos            | 10 de fevereiro de 2008                                           | 5.342             |
| Idaho Falls Montpelier Pocatello Rexburg Teton River Twin Falls Burley Boise Caldwell Meridian Coeur d'AleneTemplos em Idaho () = Em Funcionamento = Em Construção = Anunciado = Temporariamente Fechado                       |                   | Teton River        | Rexburg, Estados Unidos            | 3 de outubro de 2021                                              | 12.077            |
| Idaho Falls Montpelier Pocatello Rexburg Teton River Twin Falls Burley Boise Caldwell Meridian Coeur d'AleneTemplos em Idaho () = Em Funcionamento = Em Construção = Anunciado = Temporariamente Fechado                       |                   | Twin Falls         | Twin Falls, Estados Unidos         | 24 de agosto de 2008                                              | 2.903             |
| Chicago NauvooTemplos em Illinois () = Em Funcionamento = Em Construção = Anunciado = Temporariamente Fechado | Illinois          | Illinois           | Illinois                           | Illinois                                                          | Illinois          |
| Chicago NauvooTemplos em Illinois () = Em Funcionamento = Em Construção = Anunciado = Temporariamente Fechado |                   | Chicago            | Chicago, Estados Unidos            | 9 de agosto de 1985 8 de outubro de 1989                          | 3.443             |
| Chicago NauvooTemplos em Illinois () = Em Funcionamento = Em Construção = Anunciado = Temporariamente Fechado |                   | Nauvoo (Destruído) | Nauvoo, Estados Unidos             | 30 de abril de 1846                                               | 5.017             |
| Chicago NauvooTemplos em Illinois () = Em Funcionamento = Em Construção = Anunciado = Temporariamente Fechado |                   | Nauvoo (Novo)      | Nauvoo, Estados Unidos             | 27 de junho de 2002                                               | 5.017             |
| IndianápolisTemplos em Indiana () = Em Funcionamento = Em Construção = Anunciado = Temporariamente Fechado | Indiana           | Indiana            | Indiana                            | Indiana                                                           | Indiana           |
| IndianápolisTemplos em Indiana () = Em Funcionamento = Em Construção = Anunciado = Temporariamente Fechado |                   | Indianápolis       | Carmel, Estados Unidos             | 23 de agosto de 2015                                              | 3.159             |
| Des MoinesTemplos em Iowa () = Em Funcionamento = Em Construção = Anunciado = Temporariamente Fechado | Iowa              | Iowa               | Iowa                               | Iowa                                                              | Iowa              |
| Des MoinesTemplos em Iowa () = Em Funcionamento = Em Construção = Anunciado = Temporariamente Fechado |                   | Des Moines         | Des Moines, Estados Unidos         | 7 de abril de 2024                                                | não informado     |
| WichitaTemplos em Kansas () = Em Funcionamento = Em Construção = Anunciado = Temporariamente Fechado | Kansas            | Kansas             | Kansas                             | Kansas                                                            | Kansas            |
| WichitaTemplos em Kansas () = Em Funcionamento = Em Construção = Anunciado = Temporariamente Fechado |                   | Wichita            | Wichita, Estados Unidos            | 3 de abril de 2022                                                | 924               |
| LouisvilleTemplos em Kentucky () = Em Funcionamento = Em Construção = Anunciado = Temporariamente Fechado | Kentucky          | Kentucky           | Kentucky                           | Kentucky                                                          | Kentucky          |
| LouisvilleTemplos em Kentucky () = Em Funcionamento = Em Construção = Anunciado = Temporariamente Fechado |                   | Louisville         | Louisville, Estados Unidos         | 19 de março de 2000                                               | 994               |
| Baton RougeTemplos em Luisiana () = Em Funcionamento = Em Construção = Anunciado = Temporariamente Fechado | Luisiana          | Luisiana           | Luisiana                           | Luisiana                                                          | Luisiana          |
| Baton RougeTemplos em Luisiana () = Em Funcionamento = Em Construção = Anunciado = Temporariamente Fechado |                   | Baton Rouge        | Baton Rouge, Estados Unidos        | 16 de julho de 2000 17 de novembro de 2019                        | 1.012             |
| Washington D.C.Templos em Maryland () = Em Funcionamento = Em Construção = Anunciado = Temporariamente Fechado | Maryland          | Maryland           | Maryland                           | Maryland                                                          | Maryland          |
| Washington D.C.Templos em Maryland () = Em Funcionamento = Em Construção = Anunciado = Temporariamente Fechado |                   | Washington D.C.    | Washington, D.C, Estados Unidos    | 19 de novembro de 1974 14 de agosto de 2022                       | 14.545            |
| BostonTemplos em Massachusetts () = Em Funcionamento = Em Construção = Anunciado = Temporariamente Fechado | Massachusetts     | Massachusetts      | Massachusetts                      | Massachusetts                                                     | Massachusetts     |
| BostonTemplos em Massachusetts () = Em Funcionamento = Em Construção = Anunciado = Temporariamente Fechado |                   | Boston             | Boston, Estados Unidos             | 1 de outubro de 2000                                              | 6.466             |
| · Detroit Grand RapidsTemplos em Michigan () · = Em Funcionamento · = Em Construção · = Anunciado · = Temporariamente Fechado                                                                                                  | Michigan          | Michigan           | Michigan                           | Michigan                                                          | Michigan          |
| · Detroit Grand RapidsTemplos em Michigan () · = Em Funcionamento · = Em Construção · = Anunciado · = Temporariamente Fechado                                                                                                  |                   | Detroit            | Detroit, Estados Unidos            | 23 de outubro de 1999                                             | 994               |
| · Detroit Grand RapidsTemplos em Michigan () · = Em Funcionamento · = Em Construção · = Anunciado · = Temporariamente Fechado                                                                                                  |                   | Grand Rapids       | Grand Rapids, Estados Unidos       | 2 de outubro de 2022                                              | 1.858             |
| St. PaulTemplos em Minnesota () = Em Funcionamento = Em Construção = Anunciado = Temporariamente Fechado | Minnesota         | Minnesota          | Minnesota                          | Minnesota                                                         | Minnesota         |
| St. PaulTemplos em Minnesota () = Em Funcionamento = Em Construção = Anunciado = Temporariamente Fechado |                   | St. Paul           | Saint Paul, Estados Unidos         | 9 de janeiro de 2000                                              | 994               |
| Kansas City St. Louis SpringfieldTemplos em Missouri () = Em Funcionamento = Em Construção = Anunciado = Temporariamente Fechado                                                                                               | Missouri          | Missouri           | Missouri                           | Missouri                                                          | Missouri          |
| Kansas City St. Louis SpringfieldTemplos em Missouri () = Em Funcionamento = Em Construção = Anunciado = Temporariamente Fechado                                                                                               |                   | Kansas City        | Kansas City, Estados Unidos        | 6 de maio de 2012                                                 | 2.973             |
| Kansas City St. Louis SpringfieldTemplos em Missouri () = Em Funcionamento = Em Construção = Anunciado = Temporariamente Fechado                                                                                               |                   | St. Louis          | St. Louis, Estados Unidos          | 1 de junho de 1997                                                | 5.458             |
| Kansas City St. Louis SpringfieldTemplos em Missouri () = Em Funcionamento = Em Construção = Anunciado = Temporariamente Fechado                                                                                               |                   | Springfield        | Springfield, Estados Unidos        | 2 de abril de 2023                                                | não informado     |
| Billings Helena MissoulaTemplos em Montana () = Em Funcionamento = Em Construção = Anunciado = Temporariamente Fechado | Montana           | Montana            | Montana                            | Montana                                                           | Montana           |
| Billings Helena MissoulaTemplos em Montana () = Em Funcionamento = Em Construção = Anunciado = Temporariamente Fechado |                   | Billings           | Billings, Estados Unidos           | 20 de novembro de 1999                                            | 3.140             |
| Billings Helena MissoulaTemplos em Montana () = Em Funcionamento = Em Construção = Anunciado = Temporariamente Fechado |                   | Helena             | Helena, Estados Unidos             | 18 de junho de 2023                                               | 910               |
| Billings Helena MissoulaTemplos em Montana () = Em Funcionamento = Em Construção = Anunciado = Temporariamente Fechado |                   | Missoula           | Missoula, Estados Unidos           | 3 de abril de 2022                                                | não informado     |
| Winter QuartersTemplos em Nebraska () = Em Funcionamento = Em Construção = Anunciado = Temporariamente Fechado | Nebraska          | Nebraska           | Nebraska                           | Nebraska                                                          | Nebraska          |
| Winter QuartersTemplos em Nebraska () = Em Funcionamento = Em Construção = Anunciado = Temporariamente Fechado |                   | Winter Quarters    | Winter Quarters, Estados Unidos    | 22 de abril de 2001                                               | 1.486             |
| Elko Las Vegas Lone Mountain RenoTemplos em Nevada () = Em Funcionamento = Em Construção = Anunciado = Temporariamente Fechado                                                                                                 | Nevada            | Nevada             | Nevada                             | Nevada                                                            | Nevada            |
| Elko Las Vegas Lone Mountain RenoTemplos em Nevada () = Em Funcionamento = Em Construção = Anunciado = Temporariamente Fechado                                                                                                 |                   | Elko               | Elko, Estados Unidos               | 4 de abril de 2021                                                | 929               |
| Elko Las Vegas Lone Mountain RenoTemplos em Nevada () = Em Funcionamento = Em Construção = Anunciado = Temporariamente Fechado                                                                                                 |                   | Las Vegas          | Las Vegas, Estados Unidos          | 12 de outubro de 2025                                             | 7.465             |
| Elko Las Vegas Lone Mountain RenoTemplos em Nevada () = Em Funcionamento = Em Construção = Anunciado = Temporariamente Fechado                                                                                                 |                   | Lone Mountain      | Las Vegas, Estados Unidos          | 2 de outubro de 2022                                              | 8.083             |
| Elko Las Vegas Lone Mountain RenoTemplos em Nevada () = Em Funcionamento = Em Construção = Anunciado = Temporariamente Fechado                                                                                                 |                   | Reno               | Reno, Estados Unidos               | 23 de abril de 2000                                               | 994               |
| SummitTemplos em Nova Jérsia () = Em Funcionamento = Em Construção = Anunciado = Temporariamente Fechado | Nova Jérsia       | Nova Jérsia        | Nova Jérsia                        | Nova Jérsia                                                       | Nova Jérsia       |
| SummitTemplos em Nova Jérsia () = Em Funcionamento = Em Construção = Anunciado = Temporariamente Fechado |                   | Summit             | Summit, Estados Unidos             | 6 de outubro de 2024                                              | não informado     |
| Manhattan PalmyraTemplos em Nova York () = Em Funcionamento = Em Construção = Anunciado = Temporariamente Fechado | Nova York         | Nova York          | Nova York                          | Nova York                                                         | Nova York         |
| Manhattan PalmyraTemplos em Nova York () = Em Funcionamento = Em Construção = Anunciado = Temporariamente Fechado |                   | Manhattan          | Nova Iorque, Estados Unidos        | 13 de junho de 2004                                               | 1.917             |
| Manhattan PalmyraTemplos em Nova York () = Em Funcionamento = Em Construção = Anunciado = Temporariamente Fechado |                   | Palmyra            | Palmyra, Estados Unidos            | 6 de abril de 2000                                                | 1.013             |
| Albuquerque FarmingtonTemplos em Novo México () = Em Funcionamento = Em Construção = Anunciado = Temporariamente Fechado | Novo México       | Novo México        | Novo México                        | Novo México                                                       | Novo México       |
| Albuquerque FarmingtonTemplos em Novo México () = Em Funcionamento = Em Construção = Anunciado = Temporariamente Fechado |                   | Albuquerque        | Albuquerque, Estados Unidos        | 5 de março de 2000                                                | 3.181             |
| Albuquerque FarmingtonTemplos em Novo México () = Em Funcionamento = Em Construção = Anunciado = Temporariamente Fechado |                   | Farmington         | Farmington, Estados Unidos         | 17 de agosto de 2025                                              | 2.323             |
| Cincinnati Cleveland Columbus KirtlandTemplos em Ohio () = Em Funcionamento = Em Construção = Anunciado = Temporariamente Fechado = Local Histórico                                                                            | Ohio              | Ohio               | Ohio                               | Ohio                                                              | Ohio              |
| Cincinnati Cleveland Columbus KirtlandTemplos em Ohio () = Em Funcionamento = Em Construção = Anunciado = Temporariamente Fechado = Local Histórico                                                                            |                   | Cincinnati         | Cincinnati, Estados Unidos         | 7 de abril de 2024                                                | não informado     |
| Cincinnati Cleveland Columbus KirtlandTemplos em Ohio () = Em Funcionamento = Em Construção = Anunciado = Temporariamente Fechado = Local Histórico                                                                            |                   | Cleveland          | Cleveland, Estados Unidos          | 3 de abril de 2022                                                | 920               |
| Cincinnati Cleveland Columbus KirtlandTemplos em Ohio () = Em Funcionamento = Em Construção = Anunciado = Temporariamente Fechado = Local Histórico                                                                            |                   | Columbus           | Columbus, Estados Unidos           | 4 de setembro de 1999 4 de junho de 2023                          | 1.091             |
| Cincinnati Cleveland Columbus KirtlandTemplos em Ohio () = Em Funcionamento = Em Construção = Anunciado = Temporariamente Fechado = Local Histórico                                                                            |                   | Kirtland           | Kirtland, Estados Unidos           | 27 de março de 1836                                               | 1.400             |
| Oklahoma City TulsaTemplos em Oklahoma () = Em Funcionamento = Em Construção = Anunciado = Temporariamente Fechado | Oklahoma          | Oklahoma           | Oklahoma                           | Oklahoma                                                          | Oklahoma          |
| Oklahoma City TulsaTemplos em Oklahoma () = Em Funcionamento = Em Construção = Anunciado = Temporariamente Fechado |                   | Oklahoma City      | Yukon, Estados Unidos              | 30 de julho de 2000 19 de maio de 2019                            | 1.012             |
| Oklahoma City TulsaTemplos em Oklahoma () = Em Funcionamento = Em Construção = Anunciado = Temporariamente Fechado |                   | Tulsa              | Tulsa, Estados Unidos              | 1 de outubro de 2023                                              | não informado     |
| Medford Portland Willamette ValleyTemplos em Óregon () = Em Funcionamento = Em Construção = Anunciado = Temporariamente Fechado                                                                                                | Óregon            | Óregon             | Óregon                             | Óregon                                                            | Óregon            |
| Medford Portland Willamette ValleyTemplos em Óregon () = Em Funcionamento = Em Construção = Anunciado = Temporariamente Fechado                                                                                                |                   | Medford            | Medford, Estados Unidos            | 16 de abril de 2000                                               | 994               |
| Medford Portland Willamette ValleyTemplos em Óregon () = Em Funcionamento = Em Construção = Anunciado = Temporariamente Fechado                                                                                                |                   | Portland           | Portland, Estados Unidos           | 19 de agosto de 1989                                              | 7.479             |
| Medford Portland Willamette ValleyTemplos em Óregon () = Em Funcionamento = Em Construção = Anunciado = Temporariamente Fechado                                                                                                |                   | Willamette Valley  | Springfield, Estados Unidos        | 4 de abril de 2021                                                | 2.787             |
| Harrisburg Filadélfia PittsburghTemplos em Pensilvânia () = Em Funcionamento = Em Construção = Anunciado = Temporariamente Fechado                                                                                             | Pensilvânia       | Pensilvânia        | Pensilvânia                        | Pensilvânia                                                       | Pensilvânia       |
| Harrisburg Filadélfia PittsburghTemplos em Pensilvânia () = Em Funcionamento = Em Construção = Anunciado = Temporariamente Fechado                                                                                             |                   | Filadélfia         | Filadélfia, Estados Unidos         | 18 de setembro de 2016                                            | 5.710             |
| Harrisburg Filadélfia PittsburghTemplos em Pensilvânia () = Em Funcionamento = Em Construção = Anunciado = Temporariamente Fechado                                                                                             |                   | Harrisburg         | Harrisburg, Estados Unidos         | 2 de abril de 2023                                                | não informado     |
| Harrisburg Filadélfia PittsburghTemplos em Pensilvânia () = Em Funcionamento = Em Construção = Anunciado = Temporariamente Fechado                                                                                             |                   | Pittsburgh         | Pittsburgh, Estados Unidos         | 15 de setembro de 2024                                            | 2.973             |
| Knoxville Memphis NashvilleTemplos em Tennessee () = Em Funcionamento = Em Construção = Anunciado = Temporariamente Fechado | Tennessee         | Tennessee          | Tennessee                          | Tennessee                                                         | Tennessee         |
| Knoxville Memphis NashvilleTemplos em Tennessee () = Em Funcionamento = Em Construção = Anunciado = Temporariamente Fechado |                   | Knoxville          | Knoxville, Estados Unidos          | 3 de abril de 2022                                                | 2.787             |
| Knoxville Memphis NashvilleTemplos em Tennessee () = Em Funcionamento = Em Construção = Anunciado = Temporariamente Fechado |                   | Memphis            | Memphis, Estados Unidos            | 23 de abril de 2000 5 de maio de 2019                             | 1.012             |
| Knoxville Memphis NashvilleTemplos em Tennessee () = Em Funcionamento = Em Construção = Anunciado = Temporariamente Fechado |                   | Nashville          | Nashville, Estados Unidos          | 21 de maio de 2000                                                | 994               |
| Austin Dallas El Paso Fort Worth Houston Houston Sul Lubbock McAllen McKinney San AntonioTemplos em Texas () = Em Funcionamento = Em Construção = Anunciado = Temporariamente Fechado                                          | Texas             | Texas              | Texas                              | Texas                                                             | Texas             |
| Austin Dallas El Paso Fort Worth Houston Houston Sul Lubbock McAllen McKinney San AntonioTemplos em Texas () = Em Funcionamento = Em Construção = Anunciado = Temporariamente Fechado                                          |                   | Austin             | Austin, Estados Unidos             | 3 de abril de 2022                                                | 2.787             |
| Austin Dallas El Paso Fort Worth Houston Houston Sul Lubbock McAllen McKinney San AntonioTemplos em Texas () = Em Funcionamento = Em Construção = Anunciado = Temporariamente Fechado                                          |                   | Dallas             | Dallas, Estados Unidos             | 19 de outubro de 1984 5 de março de 1989                          | 4.107             |
| Austin Dallas El Paso Fort Worth Houston Houston Sul Lubbock McAllen McKinney San AntonioTemplos em Texas () = Em Funcionamento = Em Construção = Anunciado = Temporariamente Fechado                                          |                   | El Paso            | El Paso, Estados Unidos            | 6 de outubro de 2024                                              | não informado     |
| Austin Dallas El Paso Fort Worth Houston Houston Sul Lubbock McAllen McKinney San AntonioTemplos em Texas () = Em Funcionamento = Em Construção = Anunciado = Temporariamente Fechado                                          |                   | Fort Worth         | Fort Worth, Estados Unidos         | 3 de outubro de 2021                                              | 2.787             |
| Austin Dallas El Paso Fort Worth Houston Houston Sul Lubbock McAllen McKinney San AntonioTemplos em Texas () = Em Funcionamento = Em Construção = Anunciado = Temporariamente Fechado                                          |                   | Houston            | Houston, Estados Unidos            | 26 de agosto de 2000 22 de abril de 2018                          | 3.156             |
| Austin Dallas El Paso Fort Worth Houston Houston Sul Lubbock McAllen McKinney San AntonioTemplos em Texas () = Em Funcionamento = Em Construção = Anunciado = Temporariamente Fechado                                          |                   | Houston Sul        | Houston, Estados Unidos            | 7 de abril de 2024                                                | não informado     |
| Austin Dallas El Paso Fort Worth Houston Houston Sul Lubbock McAllen McKinney San AntonioTemplos em Texas () = Em Funcionamento = Em Construção = Anunciado = Temporariamente Fechado                                          |                   | Lubbock            | Lubbock, Estados Unidos            | 21 de abril de 2002                                               | 1.533             |
| Austin Dallas El Paso Fort Worth Houston Houston Sul Lubbock McAllen McKinney San AntonioTemplos em Texas () = Em Funcionamento = Em Construção = Anunciado = Temporariamente Fechado                                          |                   | McAllen            | McAllen, Estados Unidos            | 8 de outubro de 2023                                              | 2.592             |
| Austin Dallas El Paso Fort Worth Houston Houston Sul Lubbock McAllen McKinney San AntonioTemplos em Texas () = Em Funcionamento = Em Construção = Anunciado = Temporariamente Fechado                                          |                   | McKinney           | Fairview, Estados Unidos           | 2 de outubro de 2022                                              | não informado     |
| Austin Dallas El Paso Fort Worth Houston Houston Sul Lubbock McAllen McKinney San AntonioTemplos em Texas () = Em Funcionamento = Em Construção = Anunciado = Temporariamente Fechado                                          |                   | San Antonio        | San Antonio, Estados Unidos        | 22 de maio de 2005                                                | 1.561             |
| Deseret Peak Heber Valley Vernal Price Ephraim Manti Monticello Cedar City St. George Red Cliffs Templos em Utah () = Em Funcionamento = Em Construção = Anunciado = Temporariamente Fechado                                   | Utah              | Utah               | Utah                               | Utah                                                              | Utah              |
| Deseret Peak Heber Valley Vernal Price Ephraim Manti Monticello Cedar City St. George Red Cliffs Templos em Utah () = Em Funcionamento = Em Construção = Anunciado = Temporariamente Fechado                                   |                   | Bountiful          | Bountiful, Estados Unidos          | 8 de janeiro de 1995                                              | 9.662             |
| Deseret Peak Heber Valley Vernal Price Ephraim Manti Monticello Cedar City St. George Red Cliffs Templos em Utah () = Em Funcionamento = Em Construção = Anunciado = Temporariamente Fechado                                   |                   | Brigham City       | Brigham City, Estados Unidos       | 23 de setembro de 2012                                            | 3.300             |
| Deseret Peak Heber Valley Vernal Price Ephraim Manti Monticello Cedar City St. George Red Cliffs Templos em Utah () = Em Funcionamento = Em Construção = Anunciado = Temporariamente Fechado                                   |                   | Cedar City         | Cedar City, Estados Unidos         | 10 de dezembro de 2017                                            | 3.963             |
| Deseret Peak Heber Valley Vernal Price Ephraim Manti Monticello Cedar City St. George Red Cliffs Templos em Utah () = Em Funcionamento = Em Construção = Anunciado = Temporariamente Fechado                                   |                   | Deseret Peak       | Tooele, Estados Unidos             | 10 de novembro de 2024                                            | 6.503             |
| Deseret Peak Heber Valley Vernal Price Ephraim Manti Monticello Cedar City St. George Red Cliffs Templos em Utah () = Em Funcionamento = Em Construção = Anunciado = Temporariamente Fechado                                   |                   | Draper             | Draper, Estados Unidos             | 20 de março de 2009                                               | 5.416             |
| Deseret Peak Heber Valley Vernal Price Ephraim Manti Monticello Cedar City St. George Red Cliffs Templos em Utah () = Em Funcionamento = Em Construção = Anunciado = Temporariamente Fechado                                   |                   | Ephraim            | Ephraim, Estados Unidos            | 1 de maio de 2021                                                 | 3.623             |
| Deseret Peak Heber Valley Vernal Price Ephraim Manti Monticello Cedar City St. George Red Cliffs Templos em Utah () = Em Funcionamento = Em Construção = Anunciado = Temporariamente Fechado                                   |                   | Heber Valley       | Heber, Estados Unidos              | 3 de outubro de 2021                                              | 8.175             |
| Deseret Peak Heber Valley Vernal Price Ephraim Manti Monticello Cedar City St. George Red Cliffs Templos em Utah () = Em Funcionamento = Em Construção = Anunciado = Temporariamente Fechado                                   |                   | Jordan River       | South Jordan, Estados Unidos       | 16 de novembro de 1981 20 de maio de 2018                         | 13.772            |
| Deseret Peak Heber Valley Vernal Price Ephraim Manti Monticello Cedar City St. George Red Cliffs Templos em Utah () = Em Funcionamento = Em Construção = Anunciado = Temporariamente Fechado                                   |                   | Layton             | Layton, Estados Unidos             | 16 de junho de 2024                                               | 8.083             |
| Deseret Peak Heber Valley Vernal Price Ephraim Manti Monticello Cedar City St. George Red Cliffs Templos em Utah () = Em Funcionamento = Em Construção = Anunciado = Temporariamente Fechado                                   |                   | Lehi               | Lehi, Estados Unidos               | 7 de abril de 2024                                                | não informado     |
| Deseret Peak Heber Valley Vernal Price Ephraim Manti Monticello Cedar City St. George Red Cliffs Templos em Utah () = Em Funcionamento = Em Construção = Anunciado = Temporariamente Fechado                                   |                   | Lindon             | Lindon, Estados Unidos             | 4 de outubro de 2020                                              | 8.083             |
| Deseret Peak Heber Valley Vernal Price Ephraim Manti Monticello Cedar City St. George Red Cliffs Templos em Utah () = Em Funcionamento = Em Construção = Anunciado = Temporariamente Fechado                                   |                   | Logan              | Logan, Estados Unidos              | 17 de maio de 1884 13 de março de 1979                            | 11.113            |
| Deseret Peak Heber Valley Vernal Price Ephraim Manti Monticello Cedar City St. George Red Cliffs Templos em Utah () = Em Funcionamento = Em Construção = Anunciado = Temporariamente Fechado                                   |                   | Manti              | Manti, Estados Unidos              | 21 de maio de 1888 14 de junho de 1985 21 de abril de 2024        | 9.325             |
| Deseret Peak Heber Valley Vernal Price Ephraim Manti Monticello Cedar City St. George Red Cliffs Templos em Utah () = Em Funcionamento = Em Construção = Anunciado = Temporariamente Fechado                                   |                   | Monticello         | Monticello, Estados Unidos         | 26 de julho de 1998 17 de novembro de 2002                        | 1.043             |
| Deseret Peak Heber Valley Vernal Price Ephraim Manti Monticello Cedar City St. George Red Cliffs Templos em Utah () = Em Funcionamento = Em Construção = Anunciado = Temporariamente Fechado                                   |                   | Mount Timpanogos   | American Fork, Estados Unidos      | 13 de outubro de 1996                                             | 9.963             |
| Deseret Peak Heber Valley Vernal Price Ephraim Manti Monticello Cedar City St. George Red Cliffs Templos em Utah () = Em Funcionamento = Em Construção = Anunciado = Temporariamente Fechado                                   |                   | Ogden              | Ogden, Estados Unidos              | 18 de janeiro de 1972 21 de setembro de 2014                      | 10.427            |
| Deseret Peak Heber Valley Vernal Price Ephraim Manti Monticello Cedar City St. George Red Cliffs Templos em Utah () = Em Funcionamento = Em Construção = Anunciado = Temporariamente Fechado                                   |                   | Oquirrh Mountain   | South Jordan, Estados Unidos       | 21 de agosto de 2009                                              | 5.600             |
| Deseret Peak Heber Valley Vernal Price Ephraim Manti Monticello Cedar City St. George Red Cliffs Templos em Utah () = Em Funcionamento = Em Construção = Anunciado = Temporariamente Fechado                                   |                   | Orem               | Orem, Estados Unidos               | 21 de janeiro de 2024                                             | 6.503             |
| Deseret Peak Heber Valley Vernal Price Ephraim Manti Monticello Cedar City St. George Red Cliffs Templos em Utah () = Em Funcionamento = Em Construção = Anunciado = Temporariamente Fechado                                   |                   | Payson             | Payson, Estados Unidos             | 7 de junho de 2015                                                | 8.977             |
| Deseret Peak Heber Valley Vernal Price Ephraim Manti Monticello Cedar City St. George Red Cliffs Templos em Utah () = Em Funcionamento = Em Construção = Anunciado = Temporariamente Fechado                                   |                   | Price              | Price, Estados Unidos              | 6 de outubro de 2024                                              | não informado     |
| Deseret Peak Heber Valley Vernal Price Ephraim Manti Monticello Cedar City St. George Red Cliffs Templos em Utah () = Em Funcionamento = Em Construção = Anunciado = Temporariamente Fechado                                   |                   | Provo              | Provo, Estados Unidos              | 9 de fevereiro de 1972                                            | 11.922            |
| Deseret Peak Heber Valley Vernal Price Ephraim Manti Monticello Cedar City St. George Red Cliffs Templos em Utah () = Em Funcionamento = Em Construção = Anunciado = Temporariamente Fechado                                   |                   | Provo City Center  | Provo, Estados Unidos              | 20 de março de 2016                                               | 7.905             |
| Deseret Peak Heber Valley Vernal Price Ephraim Manti Monticello Cedar City St. George Red Cliffs Templos em Utah () = Em Funcionamento = Em Construção = Anunciado = Temporariamente Fechado                                   |                   | Red Cliffs         | St. George, Estados Unidos         | 24 de março de 2024                                               | 8.944             |
| Deseret Peak Heber Valley Vernal Price Ephraim Manti Monticello Cedar City St. George Red Cliffs Templos em Utah () = Em Funcionamento = Em Construção = Anunciado = Temporariamente Fechado                                   |                   | Saint George       | St. George, Estados Unidos         | 6 de abril de 1877 11 de novembro de 1975 10 de dezembro de 2023  | 13.375            |
| Deseret Peak Heber Valley Vernal Price Ephraim Manti Monticello Cedar City St. George Red Cliffs Templos em Utah () = Em Funcionamento = Em Construção = Anunciado = Temporariamente Fechado                                   |                   | Salt Lake          | Salt Lake City, Estados Unidos     | 6 de abril de 1893                                                | 37.440            |
| Deseret Peak Heber Valley Vernal Price Ephraim Manti Monticello Cedar City St. George Red Cliffs Templos em Utah () = Em Funcionamento = Em Construção = Anunciado = Temporariamente Fechado                                   |                   | Saratoga Springs   | Saratoga Springs, Estados Unidos   | 13 de agosto de 2023                                              | 9.089             |
| Deseret Peak Heber Valley Vernal Price Ephraim Manti Monticello Cedar City St. George Red Cliffs Templos em Utah () = Em Funcionamento = Em Construção = Anunciado = Temporariamente Fechado                                   |                   | Smithfield         | Smithfield, Estados Unidos         | 4 de abril de 2021                                                | 7.525             |
| Deseret Peak Heber Valley Vernal Price Ephraim Manti Monticello Cedar City St. George Red Cliffs Templos em Utah () = Em Funcionamento = Em Construção = Anunciado = Temporariamente Fechado                                   |                   | Spanish Fork       | Spanish Fork, Estados Unidos       | 6 de abril de 2025                                                | não informado     |
| Deseret Peak Heber Valley Vernal Price Ephraim Manti Monticello Cedar City St. George Red Cliffs Templos em Utah () = Em Funcionamento = Em Construção = Anunciado = Temporariamente Fechado                                   |                   | Syracuse           | Syracuse, Estados Unidos           | 8 de junho de 2025                                                | 8.258             |
| Deseret Peak Heber Valley Vernal Price Ephraim Manti Monticello Cedar City St. George Red Cliffs Templos em Utah () = Em Funcionamento = Em Construção = Anunciado = Temporariamente Fechado                                   |                   | Taylorsville       | Taylorsville, Estados Unidos       | 2 de junho de 2024                                                | 6.546             |
| Deseret Peak Heber Valley Vernal Price Ephraim Manti Monticello Cedar City St. George Red Cliffs Templos em Utah () = Em Funcionamento = Em Construção = Anunciado = Temporariamente Fechado                                   |                   | Vernal             | Vernal, Estados Unidos             | 2 de novembro de 1997                                             | 3.602             |
| Deseret Peak Heber Valley Vernal Price Ephraim Manti Monticello Cedar City St. George Red Cliffs Templos em Utah () = Em Funcionamento = Em Construção = Anunciado = Temporariamente Fechado                                   |                   | West Jordan        | West Jordan, Estados Unidos        | 7 de abril de 2024                                                | não informado     |
| Richmond Roanoke Winchester NorfolkTemplos em Virgínia () = Em Funcionamento = Em Construção = Anunciado = Temporariamente Fechado                                                                                             | Virgínia          | Virgínia           | Virgínia                           | Virgínia                                                          | Virgínia          |
| Richmond Roanoke Winchester NorfolkTemplos em Virgínia () = Em Funcionamento = Em Construção = Anunciado = Temporariamente Fechado                                                                                             |                   | Norfolk            | Norfolk, Estados Unidos            | 6 de abril de 2025                                                | não informado     |
| Richmond Roanoke Winchester NorfolkTemplos em Virgínia () = Em Funcionamento = Em Construção = Anunciado = Temporariamente Fechado                                                                                             |                   | Richmond           | Richmond, Estados Unidos           | 7 de maio de 2023                                                 | 3.642             |
| Richmond Roanoke Winchester NorfolkTemplos em Virgínia () = Em Funcionamento = Em Construção = Anunciado = Temporariamente Fechado                                                                                             |                   | Roanoke            | Roanoke, Estados Unidos            | 1 de outubro de 2023                                              | não informado     |
| Richmond Roanoke Winchester NorfolkTemplos em Virgínia () = Em Funcionamento = Em Construção = Anunciado = Temporariamente Fechado                                                                                             |                   | Winchester         | Winchester, Estados Unidos         | 2 de abril de 2023                                                | não informado     |
| Columbia River Moses Lake Seattle Spokane Tacoma VancouverTemplos em Washington () = Em Funcionamento = Em Construção = Anunciado = Temporariamente Fechado                                                                    | Washington        | Washington         | Washington                         | Washington                                                        | Washington        |
| Columbia River Moses Lake Seattle Spokane Tacoma VancouverTemplos em Washington () = Em Funcionamento = Em Construção = Anunciado = Temporariamente Fechado                                                                    |                   | Columbia River     | Richland, Estados Unidos           | 18 de novembro de 2001                                            | 1.568             |
| Columbia River Moses Lake Seattle Spokane Tacoma VancouverTemplos em Washington () = Em Funcionamento = Em Construção = Anunciado = Temporariamente Fechado                                                                    |                   | Moses Lake         | Moses Lake, Estados Unidos         | 17 de setembro de 2023                                            | 2.688             |
| Columbia River Moses Lake Seattle Spokane Tacoma VancouverTemplos em Washington () = Em Funcionamento = Em Construção = Anunciado = Temporariamente Fechado                                                                    |                   | Seattle            | Seattle, Estados Unidos            | 17 de novembro de 1980                                            | 10.219            |
| Columbia River Moses Lake Seattle Spokane Tacoma VancouverTemplos em Washington () = Em Funcionamento = Em Construção = Anunciado = Temporariamente Fechado                                                                    |                   | Spokane            | Spokane, Estados Unidos            | 21 de agosto de 1999                                              | 994               |
| Columbia River Moses Lake Seattle Spokane Tacoma VancouverTemplos em Washington () = Em Funcionamento = Em Construção = Anunciado = Temporariamente Fechado                                                                    |                   | Tacoma             | Tacoma, Estados Unidos             | 2 de outubro de 2022                                              | não informado     |
| Columbia River Moses Lake Seattle Spokane Tacoma VancouverTemplos em Washington () = Em Funcionamento = Em Construção = Anunciado = Temporariamente Fechado                                                                    |                   | Vancouver          | Vancouver, Canadá                  | 1 de outubro de 2023                                              | não informado     |
| MilwaukeeTemplos em Wisconsin () = Em Funcionamento = Em Construção = Anunciado = Temporariamente Fechado | Wisconsin         | Wisconsin          | Wisconsin                          | Wisconsin                                                         | Wisconsin         |
| MilwaukeeTemplos em Wisconsin () = Em Funcionamento = Em Construção = Anunciado = Temporariamente Fechado |                   | Milwaukee          | Milwaukee, Estados Unidos          | 6 de outubro de 2024                                              | não informado     |
| Casper Star Valley CodyTemplos em Wyoming () = Em Funcionamento = Em Construção = Anunciado = Temporariamente Fechado | Wyoming           | Wyoming            | Wyoming                            | Wyoming                                                           | Wyoming           |
| Casper Star Valley CodyTemplos em Wyoming () = Em Funcionamento = Em Construção = Anunciado = Temporariamente Fechado |                   | Casper             | Casper, Estados Unidos             | 24 de novembro de 2024                                            | 929               |
| Casper Star Valley CodyTemplos em Wyoming () = Em Funcionamento = Em Construção = Anunciado = Temporariamente Fechado |                   | Cody               | Cody, Estados Unidos               | 3 de outubro de 2021                                              | 924               |
| Casper Star Valley CodyTemplos em Wyoming () = Em Funcionamento = Em Construção = Anunciado = Temporariamente Fechado |                   | Star Valley        | Condado de Lincoln, Estados Unidos | 30 de outubro de 2016                                             | 1.729             |